# Israelische Eishockeyliga 2012/13
Die Saison 2012/13 war die 20. Spielzeit der israelischen Eishockeyliga, der höchsten israelischen Eishockeyspielklasse. Israelischer Meister wurden die Devils Rischon LeZion.

## Teilnehmer und Modus
Zur Saison 2012/13 wurde die israelische Eishockeyliga in zwei Spielklassen aufgeteilt, in denen insgesamt 15 Mannschaften am Spielbetrieb teilnehmen.
Die israelische Meisterschaft wurde in drei Runden ausgetragen – einer Vorrunde, einer Finalrunde und der Play-offs. In der Vorrunde spielten alle sieben Teilnehmer jeweils einmal gegeneinander, anschließend spielten die vier besten Mannschaften der Vorrunde eine Platzierungsrunde aus. Die Play-offs bestanden aus je einem Spiel um den dritten Platz und das Meisterschaftsfinale.
Folgende Mannschaften nahmen an der Austragung 2012/13 teil:
- Monfort Ma’alot – vierfacher Meister
- Iceberg Bat Yam – Vizemeister 2012
- HC Metulla – zweifacher Meister
- Maccabi Metulla – Meister 2012 (mit Beinamen Eggenbreggers)
- Haifa Hawks – sechsfacher israelischer Meister
- Horses Kfar Saba – neues Team aus Kfar Saba
- Devils Rischon LeZion

## Hauptrunde
| Pl. |                       | Sp | S | OTS | OTN | N | Tore  | Punkte |
| 1.  | Devils Rischon LeZion | 6  | 5 | 0   | 1   | 0 | 37:09 | 16     |
| 2.  | Monfort Ma’alot       | 6  | 5 | 0   | 0   | 1 | 32:14 | 15     |
| 3.  | Maccabi Metulla       | 6  | 4 | 1   | 0   | 1 | 21:08 | 14     |
| 4.  | Horses Kfar Saba      | 6  | 3 | 0   | 0   | 3 | 31:26 | 9      |
| 5.  | Haifa Hawks           | 6  | 2 | 0   | 0   | 4 | 12:14 | 6      |
| 6.  | Iceberg Bat Yam       | 6  | 1 | 0   | 0   | 5 | 14:33 | 3      |
| 7.  | HC Metulla            | 6  | 0 | 0   | 0   | 6 | 05:48 | 0      |

Abkürzungen: S = Siege, OTS = Siege nach Verlängerung, N = Niederlagen, OTN = Niederlagen nach Verlängerung; Erläuterungen: Qualifikation für die Finalrunde 

## Finalrunde
Die Ergebnisse der Hauptrunde wurden in die Tabelle der Finalrunde übernommen.
| Pl. |                       | Sp | S | OTS | OTN | N | Tore  | Punkte |
| 1.  | Devils Rischon LeZion | 6  | 4 | 0   | 1   | 1 | 24:11 | 13     |
| 2.  | Monfort Ma’alot       | 6  | 4 | 0   | 0   | 2 | 16:14 | 12     |
| 3.  | Maccabi Metulla       | 6  | 2 | 2   | 0   | 2 | 13:11 | 10     |
| 4.  | Horses Kfar Saba      | 6  | 0 | 0   | 1   | 5 | 11:28 | 1      |

Erläuterungen: direkte Qualifikation für die Finalspiele 

## Play-offs
Spiel um Platz 3
| 12. April 2013 | Maccabi Metulla | 0:5 Wertung | Horses Kfar Saba | Canada Centre, Metulla |

Finale
| 12. April 2013 21:00 Uhr | Monfort Ma’alot | 1:4 (0:1, 0:2, 1:1) | Devils Rischon LeZion | Canada Centre, Metulla |